# Kevin Parker (rechter)
Kevin Parker (Kalgoorlie, 6 februari 1937) is een Australisch jurist. Rond vijftien jaar was hij procureur-generaal. Daarna werd hij opperrechter voor West-Australië en vervolgens rechter en vicepresident van het Joegoslavië-tribunaal.

## Levensloop
Parker studeerde in 1959 af met de graad van Bachelor of Laws aan de Universiteit van West-Australië in Perth. In 1960 werd hij toegelaten tot de advocatuur en in 1977 benoemd tot advocaat van de kroon. Van 1959 tot 1997 was hij officier en reservist voor de Australische luchtmacht met de rang van Commodore.
Van 1972 tot 1974 was hij hoofdaanklager en van 1979 tot 1994 procureur-generaal voor West-Australië. Aansluitend werd hij tot 2003 rechter voor het hooggerechtshof van West-Australië. Hiernaast vervulde hij verschillende andere functies op juridisch gebied.
In 2003 werd hij benoemd tot rechter van het Joegoslavië-tribunaal in Den Haag. Hier diende hij tot 2011 en was hij van 2005 tot 2008 vicepresident. In 2006 leidde hij het onderzoek naar de dood van Slobodan Milošević en Milan Babić terwijl ze in gevangenschap van het tribunaal waren overleden. In 2008 werd hij benoemd tot Companion in de Orde van Australië, de op een na hoogste burgerlijke onderscheiding van het land.
Parker was tijdens zijn loopbaan juridisch adviseur voor verschillende Australische delegaties op internationaal niveau, waaronder in de Commissie voor de Rechten van de Zee (UNCLOS) in New York (1982), de Commissie voor Internationaal Handelsrecht (UNCITRAL) in Wenen (1992) en tijdens de onderhandelingen over de grenzen met Indonesië (1982-1995).